# Neotrichoporoides
Neotrichoporoides är ett släkte av steklar som beskrevs av Girault 1913. Neotrichoporoides ingår i familjen finglanssteklar.

## Dottertaxa tillNeotrichoporoides, i alfabetisk ordning[1][2]
- Neotrichoporoides aeneicorpus
- Neotrichoporoides aeneus
- Neotrichoporoides algericus
- Neotrichoporoides beonus
- Neotrichoporoides beyarslani
- Neotrichoporoides biogradensis
- Neotrichoporoides brevicosta
- Neotrichoporoides bulgaricus
- Neotrichoporoides cavigena
- Neotrichoporoides confusus
- Neotrichoporoides crassianulus
- Neotrichoporoides crinius
- Neotrichoporoides curiosus
- Neotrichoporoides cynodontis
- Neotrichoporoides delhiensis
- Neotrichoporoides diopsisi
- Neotrichoporoides dispersus
- Neotrichoporoides dubiosus
- Neotrichoporoides dubius
- Neotrichoporoides elegantus
- Neotrichoporoides emersoni
- Neotrichoporoides erroneus
- Neotrichoporoides fittkaui
- Neotrichoporoides flavipronotum
- Neotrichoporoides flavobrunneus
- Neotrichoporoides frater
- Neotrichoporoides galia
- Neotrichoporoides gordensis
- Neotrichoporoides hizireisi
- Neotrichoporoides hofferi
- Neotrichoporoides horaki
- Neotrichoporoides intaminatus
- Neotrichoporoides leopardinus
- Neotrichoporoides magribicus
- Neotrichoporoides maupaussanti
- Neotrichoporoides mediterraneus
- Neotrichoporoides microstigma
- Neotrichoporoides nyemitawus
- Neotrichoporoides orucreisi
- Neotrichoporoides pallidipes
- Neotrichoporoides particolor
- Neotrichoporoides partiscutellum
- Neotrichoporoides pessulus
- Neotrichoporoides proserpinensis
- Neotrichoporoides radius
- Neotrichoporoides risbeci
- Neotrichoporoides rossilliensis
- Neotrichoporoides semiflaviceps
- Neotrichoporoides speciosus
- Neotrichoporoides stom
- Neotrichoporoides subaeneus
- Neotrichoporoides tobiasi
- Neotrichoporoides tokatensis
- Neotrichoporoides tonimus
- Neotrichoporoides trjapitzini
- Neotrichoporoides turgutreisi
- Neotrichoporoides turkmenicus
- Neotrichoporoides uniguttatus
- Neotrichoporoides variabilis
- Neotrichoporoides viridimaculatus